# Miro Gavran

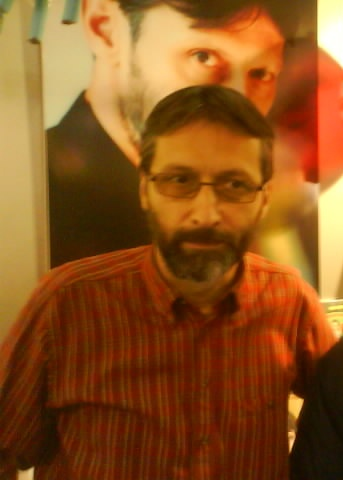
Miro Gavran

Miro Gavran (Gornja Trnava, 1961) is een Kroatische schrijver en toneelschrijver.

## Biografie en werk
Gavran is afgestudeerd aan de Theater- en filmacademie in Zagreb. Aansluitend werkte hij als toneelschrijver en artistiek leider van het avantgardistische theater &TD in Zagreb. Sinds zijn debuut in 1983 met de drama Creonts Antigone schrijft hij toneelstukken, eerst over de machtsverhoudingen in een totalitair regime, later over relaties tussen mannen en vrouwen en over historische personages. Zijn toneelstukken zijn naar vele talen vertaald en worden wereldwijd uitgevoerd. Drie van zijn stukken, Creonts Antigone, Tsjechov zegt Tolstoj vaarwel en De pop, zijn ook vertaald naar het Nederlands en opgevoerd respectievelijk in Rotterdam (1995), Antwerpen (2012) en Breda (2018). Gavran is de enige levende toneelschrijver met een eigen festival, dat sinds 2003 werd gehouden in Slowakije, Polen en Tsjechië. Op Gavranfest worden uitsluitend Gavrans toneelstukken opgevoerd.
Miro Gavran schrijft ook romans, korte verhalen en jeugdliteratuur. Zijn vroege proza speelt zich dikwijls af in de Kroatische binnenlanden (verhalenbundel Kleine ongewone mensen, roman De vergeten zoon). Later liet hij zich inspireren door Bijbelse en historische figuren (Judith, Johannes de Doper, Pontius Pilatus, Kafka's vriend) die hij geromantiseerd weergeeft en psychologisch uitdiept.
Hij woont en werkt in Zagreb, sinds 1993 als een van de weinige beroepsschrijvers in Kroatië vandaag. Samen met zijn vrouw Mladena Gavran, die actrice is, heeft hij in 2002 theater Gavran opgezet.
Gavran heeft vele op zijn naam, waaronder Central European Time International Literary Award (1999), European Circle Award (2003) en de prijs voor literatuur van de Kroatische Academie van Kunsten en Wetenschappen (2012). Een overzicht van zijn prijzen zijn te vinden op deze pagina.

## Schrijfstijl
Het taalgebruik van Miro Gavran is vloeiend, afgerond en sierlijk. De hoofdrolspelers zijn vaak historische figuren die hij psychologische en emotionele verdieping geeft en ze uitwerkt tot deelnemers aan complexe verhoudingen tussen mannen en vrouwen. Zijn personages zijn subtiel afgebeeld en zorgvuldig afgewerkt, met soepele overgangen tussen de historische feiten en schrijversfictie. De emotionele lading in zijn proza is vooral teder. Dat Gavran ook de precaire onderwerpen durft aan te snijden, komt vaak als verrassing. 

### Toneelstukken
- 1983  Kreontova Antigona (Creons Antigone)
- 1986  Noć bogova (De nacht van de goden)
- 1988  Ljubavi Georgea Washingtona (Liefdes van George Washington)
- 1989 Čehov je Tolstoju reako zbogom (Tsjechov zegt Tolstoj vaarwel)
- 1990 Royalty and rogues
- 1991 Muž moje žene (De man van mijn vrouw)
- 1993 Pacijent doktora Freuda (Patiënt van Dr. Freud)
- 1994 Shakespeare i Elizabeth (Shakespeare en Elizabeth)
- 1995 Kad umire glumac (Als een acteur doodgaat)
- 1997 Zaboravi Hollywood (Vergeet Hollywood)
- 2000 Sve o ženama (Alles over vrouwen)
- 2003 Kako ubiti predsjednika (Hoe de president te vermoorden)
- 2005 Nora danas (Nora vandaag)
- 2006 Sve o muškarcima (Alles over mannen)
- 2007 Paralelni svjetovi (Parallelwerelden)
- 2008 Tajna Grete Garbo (Het geheim van Greta Garbo)
- 2009 Najluđa predstava na svijetu ('s Werelds meest dolle voorstelling)
- 2011 Parovi (Stellen)
- 2012 Lutka (De pop). Nederlandse première in 2018, in boekvorm uitgegeven door KLIN in 2019
- 2014 Sladoled (Het ijsje)
- 2014 Byron
- 2015 Pivo (Biertje)
- 2016 Pacijenti (De patiënten)
- 2018 Svaki tvoj rođendan (Elke verjaardag van je)

### Proza
- 1989 Zaboravljeni sin (De vergeten zoon). In Nederland deels uitgegeven als onderdeel van 'Voetbal, engelen, oorlog - een bloemlezing uit het Kroatische fictieve proza' (2013)
- 1993 Mali neobični ljudi (Kleine ongewone mensen - verhalenbundel). In Nederland deels uitgegeven als onderdeel van 'Voetbal, engelen, oorlog - een bloemlezing uit het Kroatische fictieve proza' (2013) en in 'Vier verhalen en een toneelstuk' uitgegeven door KLIN in 2020
- 1995 Kako smo lomili noge (Hoe wij onze benen braken)
- 1997 Klara
- 1999 Margita ili putovanje u prošli život (Margita of een reis naar het vorige leven)
- 2001 Judita
- 2002 Krstitelj (Johannes de Doper)
- 2004 Poncije Pilat (Pontius Pilatus)
- 2009 Jedini svjedok ljepote (De enige getuige van de schoonheid)
- 2011 Kafkin prijatelj (Kafka's vriend, KLIN (2014))
- 2016 Nekoliko ptica i jedno nebo (Enkele vogels en een hemel)

### Jeugdliteratuur
- 1991 Svašta u mojoj glavi (Van alles in mijn hoofd)
- 1994 Kako je tata osvojio mamu (Hoe pappa mamma veroverde)
- 1994 Zaljubljen do ušiju (Tot over mijn oren verliefd)
- 1994 Sretni dani (Gelukkige dagen)
- 1994 Oproštajno pismo (De afscheidsbrief)
- 1994 Igrokazi s glavom i repom (Toneelstukjes met kop en staart)
- 1996 Pokušaj zaboraviti (Probeer het te vergeten)
- 2006 Profesorica iz snova (De droomlerares)
- 2013 Igrokazi za djecu (Kindertoneelstukjes)
- 2015 Ljeto za pamćenje (Een onvergetelijke zomer)